# 包氏長鼻螺
包氏長鼻螺（学名：Tibia powisi）为鳳凰螺科長鼻螺屬下的一个种。